# شوم يوشيدا
شوم يوشيدا (باليابانية: 吉田 舜) (مواليد 28 نوفمبر 1996) هو لاعب كرة قدم ياباني.

## وصلات خارجية
- شوم يوشيدا على موقع رابطة كرة القدم اليابانية للمحترفين (اليابانية)
- شوم يوشيدا على موقع قاعدة بيانات كرة القدم.إي يو (الإنجليزية)
- شوم يوشيدا على موقع Soccerway.com (الإنجليزية)
- شوم يوشيدا على موقع عالم كرة القدم.نت (الإنجليزية)